# Zemljopis Latvije
Latvija leži na istočnoj obali Baltičkoga mora na razini sjeverozapadnoga dijela istočnoeuropske platforme, između Estonije i Litve. Oko 98% zemlje nalazi se ispod 200 m nadmorske visine. S iznimkom obalnih ravnica, kvartarno ledeno doba podijelilo je Latviju u tri glavne regije: morensku zapadnu i istočnu uzvisinu, te središnju nizinu. Latvija ima preko 12 000 rijeka, od kojih je samo 17 duže od 100 km, te više od 3000 malih jezera, od kojih su većina eutrofična. Glavne rijeke su Zapadna Dvina, Lielupe, Gauja, Venta i Salaca. Šume pokrivaju oko 52% države (bor – 34%, smreka – 18%, breza – 30%). Osim treseta, dolomita i vapnenca, prirodni resursi su rijetki. Latvija ima 504 km pješčane obale, a luke Liepāja i Ventspils predstavljaju važne luke na obali Baltika koje ne smrzavaju zimi.
Latvija je mala zemlja s ukupnom površinom od 64 559 km2,  no njezina je površina veća od mnogih drugih europskih zemalja (Albanije, Belgije, Bosne i Hercegovine, Hrvatske, Cipra, Danske, Estonije, Luksemburga, Sjeverne Makedonije, Malte, Crne Gore, Nizozemske, Slovačke, Slovenije i Švicarske). Njezin strateški položaj bio je uzrokom mnogih ratova između susjednih suparničkih sila na njezivom teritoriju. Godine1944. Sovjetski Savez je pripojio okrug Abrene Rusiji. Nakon raspada Sovjetskog Saveza Latvija osporava ovu odluku.

## Geografsko okruženje
Teritorij Latvije obuhvaća 64 589 četvornih kilometara i smatra se produžetkom Istočnoeuropske nizine. Njezin ravničarski teren malo se razlikuje od susjednih zemalja. Jedina jasna granica Latvije jest obala Baltičkog mora, koja se proteže na 496 kilometara. Susjedne su zemlje Litva na jugu (453 kilometra zajedničke granice), Estonija na sjeveru (267 kilometara), Rusija na istoku (217 kilometara) i Bjelorusija na jugoistoku (141 kilometar). Prije Drugog svjetskog rata Latvija je graničila s istočnom Poljskom, ali je Sovjetski Savez pripojio to područje Bjelorusiji tijekom poslijeratnih prekrajanja granica.